# George J. Mathew

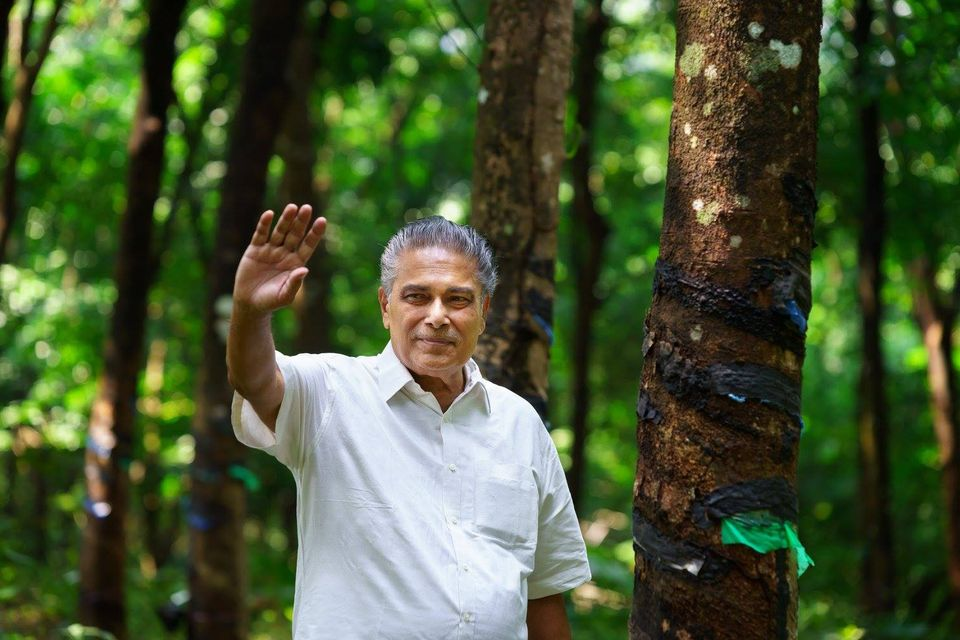
George J. Mathew

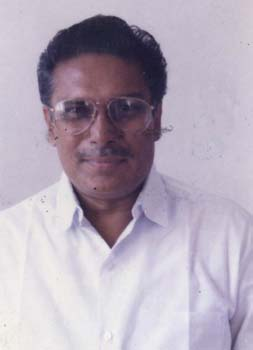
Kandidatenfoto von Herrn Mathew für die Parlamentswahle

George J. Mathew  d͡ʒoːrd͡ʒ d͡ʒe mæθju  (geboren am 3. August 1939) ist ein indischer Politiker und führender Kongresspolitiker aus dem Distrikt Kottayam. Er war von 1991 bis 2006 Mitglied der Legislative Assembly von Kanjirappally und ist auch ehemaliges Mitglied des Lok Sabha.

## Frühes Leben und Ausbildung
Herr Mathew wurde am 3. August 1939 in einem Dorf namens „Koottickal“ im Taluk Kanjirappally im Distrikt Kottayam geboren. Seine Eltern sind K. V. Mathew und Thresyamma Mathew. Er besuchte die Bangalore European School sowie das Madras Loyola College. Seine höchste Qualifikation ist ein Bachelor-Abschluss in Naturwissenschaften (BSc).

## Politische Karriere
Herr Mathew begann seine politische Karriere als Kongressmitarbeiter und trat 1964 der Partei Kerala Congress bei, als sie gegründet wurde. Später verließ er jedoch die Kerala Congress im Jahr 1983 und kehrte zu ihrer Ursprungspartei, dem Indischen Nationalkongress, zurück, nachdem die Spaltungen in der Partei anhielten. Von 1977 bis 1980 wurde er als Mitglied des Lok Sabha aus dem Wahlkreis Muvattupuzha gewählt. Von 1991 bis 2006 war er 15 aufeinanderfolgende Jahre lang Mitglied der Legislative Assembly von Kanjirapally.
Politische Rollen
- 1971–1978: Schatzmeister, Kerala
- 1977–1980: Mitglied des Lok Sabha, Muvattupuzha
- 1977–1979: Führer der Parlamentsfraktion von Kerala Congress, Lok Sabha
- 1980–1983: Vorsitzender, Kerala Congress
- 1983: Rückkehr zur Kongresspartei
- 1991–1996, 1996–2001, 2001–2006: Mitglied der Legislative Assembly, Kanjirapally.[6]

Weitere Bezeichnungen
- 2003: Direktor, Rashtra Deepika
- Vorsitzender und Geschäftsführer, State Spices and Leaf Supply Company
- Mitglied des Ausschusses für Plantagenarbeitnehmer, Rubber Board, Kanjirapally Rotary Club
- Geschriebenes Buch: „Anubhavangal Adiyozhukkukal“

## Privatleben
- Ehefrau: Meera George
- Kinder: 3 Söhne und 1 Tochter

## Teilgenommene Wahlen

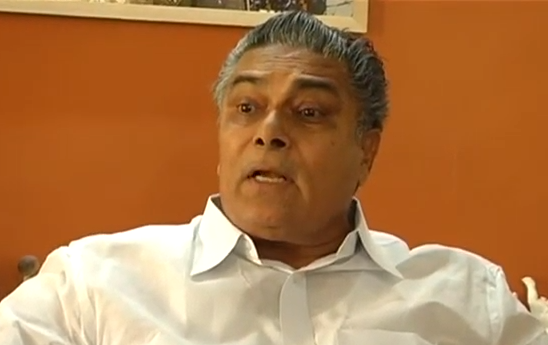
Herr Mathew nimmt an einem Interview mit Reportern aus Kanjirappally teil

| Jahr | Wahlkreis                       | Gewinnerkandidat        | Partei/Zugehörigkeit  | Hauptgegner/Hauptopposition | Partei/Zugehörigkeit | Nebengegner/Nebenopposition | Partei/Zugehörigkeit |
| ---- | ------------------------------- | ----------------------- | --------------------- | --------------------------- | -------------------- | --------------------------- | -------------------- |
| 1980 | Muvatupuzha Lok-Sabha Wahlkreis | George Joseph Mundakkal | Unabhängiger Kandidat | George J. Mathew            | Kerala Congress      |                             |                      |
| 1977 | Muvatupuzha Lok-Sabha Wahlkreis | George J. Mathew        | Kerala Congress       | K. M. Joseph Kuruppamadham  | K. C. P              |                             |                      |

## Referenzen
1. 1 2  Members - Kerala Legislature. In: Niyamasabha.
2. ↑  George J Mathew says 'no' to Left diktats. In: The Indian Express. 22. März 2011.
3. ↑  R. Krishnaraj: Mani's death poses new challenges to his Kerala Congress. In: Manorama. 12. April 2019.
4. ↑  Members Bioprofile. In: Lok Sabha.
5. ↑  P. S. Ramshad: Mediator Jose K. Mani; More parties to move to the left? In: Samakalika Malayalam. 1. November 2020.
6. ↑  V. Jayakumar:  The Kerala Congress flag is flying high in Kanjirappally In: Keralakaumudi Daily, 13. Februar 2021

| Personendaten    | Personendaten       |
| ---------------- | ------------------- |
| NAME             | Mathew, George J.   |
| KURZBESCHREIBUNG | indischer Politiker |
| GEBURTSDATUM     | 3. August 1939      |